# Двоатомна молекула

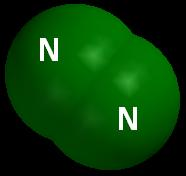
Комп'ютерне подання молекули азоту N_{2}

Двоатомна молекула — молекула, що складена з двох атомів одного (гомоядерна) або різних елементів (гетероядерна).
Всього сім елементів за звичайних умов можуть існувати у вигляді двохатомних гомоядерних молекул: водень (H2), азот (N2), кисень (O2), фтор (F2), хлор (Cl2), бром (Br2), йод (I2). 

## Моделі
При квантово-механічному розгляді двоатомних молекул використовуються різні наближення для потенційної енергії міжатомної взаємодії. Найпоширеніші з них: потенціал Морзе і потенціал Пешль — Теллера.
Великий внесок у розуміння електронної структури і будови молекул вніс Герхард Герцберг, лауреат Нобелівської премії з хімії за 1971 рік.

## Цікаві факти
- Земна атмосфера на 99% складається з гомоядерних молекул — 21% O2 і 78% N2.